# Гончаров Андрій Янович
Андрій Янович Гончаров (справжнє ім'я — Генріх Янович Лаубе; 10 лютого 1924, Сімферополь — 5 березня 1996, Москва) — радянський актор театру та кіно, артист естради (читець), заслужений артист РРФСР (1962).

## Біографія
Андрій (Генріх) Янович народився в родині радянського воєначальника Яна Томовича Лаубе та Анастасії Яківни Судакової.
1937 року його батько був заарештований і репресований. Ілля Якович Судаков, російський і радянський театральний режисер, брат матері, надіслав їй телеграму, що залишився з двома малолітніми дітьми на руках: «Приїжджай, твої діти — мої діти!». Андрій Гончаров, до реабілітації 1957 року, був «членом сім'ї зрадника Батьківщини». У зв'язку з цим, Генріх Янович узяв за псевдонім прізвище чоловіка тітки (Олександри Судакової) — Гончаров. Разом з братом, майбутнім відомим поетом-піснярем Феліксом Лаубе, виховувався в сім'ї двічі лауреата Сталінської премії, народного артиста РРФСР Судакова Іллі Яковича і народної артистки СРСР Єланської Клавдії Миколаївни, акторки МХАТ СРСР ім. Горького.
Восени 1941 року Андрій Гончаров у 17 років, добровольцем, вступив у загін винищувачів танків під керівництвом начальника загону Гвоздьова та командира загону Спіріна Звенигородського району Московської області. Був призначений для партизанської діяльності в разі окупації району німцями. У загоні пробув до середини зими 1942 року, тобто до вигнання німців з району.
У 1942—1943 роках працював електрозварником на шахтах в м. Щекино Московської області. Нагороджений двома медалями.
З листопада 1943 до лютого 1944 року навчався в училищі ім. Щепкіна, потім переведений у школу-студію при МХТ СРСР ім. Горького (клас народних артистів СРСР П. В. Массальського і С. К. Блинникова), яку закінчив навесні 1948 року. Його однокурсниками були Ігор Дмитрієв і Владлен Давидов. На курс молодше навчався Михайло Пуговкін.
Після закінчення студії був запрошений у трупу Центрального Театру Радянської Армії, де пропрацював до 1954 року.
Як артист театру, захопився художнім словом. 1950 року взяв участь у конкурсі читців на краще виконання творів Володимира Маяковського і став лауреатом цього конкурсу. Відчувши своє покликання, він вирішив професійно займатися художнім словом. З переходом на роботу до Мосестради (пізніше перейменовану в ВГКО — Всесоюзне гастрольно-концертне об'єднання) 1954 року вдруге брав участь у конкурсі читців на краще виконання творів Маяковського і знову отримав премії.
Під час роботи у ВГКО багато гастролює по Радянському Союзу, а також за кордоном: в Австрії, Польщі, Угорщині, Румунії. З концертами побував на цілинних землях, у Донбасі, а також брав участь в арктичному польоті бригади артистів по крайніх точках півночі і виступив на дрейфуючій станції «Північний Полюс-4». За цю поїздку отримав звання «Почесного полярника». 1960 року відбулася поїздка на Шпіцберген (знайомство з радянськими шахтарями).
1956 року був запрошений на головну роль секретаря Мартинова в кінокартину «Своїми руками». У цій картині, за відгуком газети «Московская правда», йому вдалося створити образ  радянського комуніста.
1957 року на VI Всесвітньому фестивалі молоді і студентів у Москві Андрій Гончаров посів перше місце серед читців, йому вручили золоту медаль фестивалю. Надалі створював літературні композиції, за які отримав звання Заслуженого артиста РРФСР. Працював читцем до своєї смерті 1996 року. Похований на Головинскому цвинтарі  в Москві.

## Ролі в кіно
- 1956 — «Своїми руками» — Мартинов
- 1958 — «Над Тисою» — Шапошников, капітан прикордонних військ
- 1958 — «Блакитна стріла» — майор Карпенко, льотчик
- 1958 — «Повість наших днів» — Олексій Коваль

## Нагороди та звання
- Лауреат  Всесвітнього фестивалю молоді та студентів у Москві (1957)
- Заслужений артист РРФСР (1962)
- Кавалер ордена «Знак Пошани»
- Почесна грамота Президії Верховної Ради Естонської СРСР
- Почесний полярник

## Сім'я
- Брат — Лаубе Фелікс Янович (поет-пісняр)
- Дружина — Родіонова Галина Михайлівна
- Син — Лаубе Андрій Генріхович
- Онук — Лаубе Андрій Андрійович